# 康待宾
康待宾（？—721年），唐朝灵州、夏州地区的昭武九姓（突厥人）首领，唐玄宗开元九年（721年）在兰池州发动叛乱，史称“康待宾之乱”，历时三月，就遭到唐朝的镇压，叛乱被平定，康待宾被俘送京城长安处死。或曰逃歸鐡键山。几个月后其族人康愿子又起。同年突厥敦欲股领兵大下。

## 事件经过
唐太宗贞观四年（630年）灭亡东突厥后，将十余万突厥降户迁到河南（河套南）一带，其中包括附属的中亚昭武九姓胡人。唐高宗调露元年（679年），唐朝在灵州、夏州之间设置了鲁州、丽州、含州、塞州、依州、契州六州，总称“六胡州”（在今内蒙古鄂托克旗南一带），并以唐人为刺史，实行编户齐民，进行直接统治。
唐玄宗开元九年（721年）四月，六胡州各族胡人（有突厥人、昭武九姓胡、高丽、吐谷浑及铁勒人等）苦于唐朝繁重的赋税和徭役，胡人显首、康待宾、安慕容、何黑奴、石神奴、康铁头等人占据了兰池都督府所属之长泉县（后改名归仁县），发动叛乱，攻陷六胡州（时为六县），反抗唐朝的统治。康待宾起兵后，按突厥官制，自称叶护，唐朝派遣黄门侍郎韦抗持节慰抚。韦抗不敢前往，故意坠马受伤，半途而返。康待宾等占据六胡州后，势力大振，“有众七万”，并与居于夏州一带的党项联合，进攻夏州。
唐朝中央任命兵部尚书王晙为朔方道行军大总管，率陇右节度大使郭知运等陇右诸军兵马进行征讨。此外，还以太仆卿王毛仲为朔方道防御讨捕大使，天兴军节度大使、检校并州长史、燕国公张说率河东铁勒九姓兵马联合讨伐。
五月唐玄宗下诏说：“朕今发陇右诸军马骑掩其南，征河东九姓马骑掩其北，三城（河北三受降城）士卒截其后，六郡骁雄击其前，四面齐驱，万全直进。”；又说：“其蕃汉军将以下，战士以上，若生擒及斩获康待宾等一人，白身受五品先是五品以上授三品。如临阵先锋能破北胡部落，所获资财、口马牛，并便入立功人等，一切不须官收，仍别加官赏。共叛人内有能自杀获送者，应酬官赏，乱常之罪，一切并原。”
五月底至六月初，康待宾联合夏州的党项，进攻夏州的银城（今陕西神木南）、连谷（今陕西神木北），图谋占据仓粮。张说率河东兵马从合河关（今山西兴县黄河处）渡黄河掩击，击败叛军，追至连谷西北骆驼堰。此时，叛胡与党项的关系破裂，联盟瓦解，进而内讧，相互厮杀。叛胡连夜向西遁入铁建山，余党溃散。张说于是乘机招降党项，否决副使史献建议的尽诛党项之计，恢复其原来的定居处和畜牧业，又奏请在银城与连谷之间设立麟州，以安置党项余部。至此康待宾欲向北过黄河联合突厥的计划破灭。
七月，王晙率朔方军最终击溃了康待宾军，杀一万五千骑，生擒康待宾。双方会战地点及详情史籍阙载。不过，据《新唐书》卷一四八《康日知传》记：日知“祖植，当开元时，缚康待宾，平六胡州”，知擒康待宾者为康植。王晙将康待宾押送至京师长安，唐玄宗召集四夷酋长，腰斩康待宾于西市。
康待宾死后仍有六胡州胡人聚于山谷、沙薮之间，继续坚持抵抗。唐朝于七月下诏说：其众“勾引诸蕃同叛逃在山谷、沙薮间，疑惧不出者，并原其罪。宜令夏州都督阳钦明，依前处分安慰；仍以左监门将军安庆为副，依理宣慰，量加招辑，各令复业，务使安存讫奏闻。若不顺从，犹持向背，须别处分，亦具奏来。”
但唐朝的招抚因主将之间的矛盾而收效甚微。原来唐朝先派朔方军大总管王晙，接着又命陇右节度使郭知运进击。王晙上言：“朔方军兵自有余力，其郭知运请还本军。”未报，而郭知运军至。两人为争功，而不相协。王晙招降的部众，而郭知运却纵兵击之，于是降者以为王晙有意设计陷害，复相率叛走，互相聚结。时在开元九年七、八月间。唐朝原因王晙之功封其为清源县公，仍兼御史大夫，至是贬其为梓州刺史。
庆州方渠（今甘肃环县）降胡康愿子接过康待宾反唐的旗帜，继续抵抗唐军，并自立为可汗，谋划掠夺唐军监牧的战马，向西渡过黄河出塞，与突厥会合。开元十年（722年），唐朝以燕国公张说为朔方军节度大使，率兵围剿康愿子。九月，张说进兵击溃了康愿子，并生擒，又追击其家属及余部于木盘山，俘获男女三千余人。康愿子及其家属被执送京师长安，旋被斩首。至此，“康待宾之乱”终于为唐朝所镇压。
为了根除六胡州及整个河曲六州原突厥降户再次起兵反抗，唐朝将残余胡人五万余口强迫迁徙到许州、汝州、唐州、邓州、仙州、豫州等中原河南、江淮各州，河套南部与朔方千里之地空置。直到十五年后，才又由江淮放回胡户，于此置宥州及延恩、怀德、归仁三县。
康待宾叛乱爆发于唐朝的开元盛世时期，且发生在邻近京畿的六胡州；唐朝调动了朔方、陇右、北方三受降城及河东九姓的兵力，四面合围，进行围剿。甚至当时居于安乐州的吐谷浑首领慕容曦光及内廷党项拓拔思泰等也领所部兵马，参军镇压叛军的战争。因此，可以想象，康待宾的叛乱的确成了唐朝当时国内的重大事件，影响至为深远。